# العويريان (مستباء)

تعديل مصدري - تعديل

العويريان هي إحدى قرى عزلة غرب مستباء بمديرية مستباء التابعة لمحافظة حجة، بلغ تعداد سكانها 1070 نسمة حسب تعداد اليمن لعام 2004.